# Guglielmo Petroni
Guglielmo Petroni (Lucca, 30 ottobre 1911 – Roma, 29 aprile 1993) è stato uno scrittore e pittore italiano.
Petroni nacque da famiglia povera e fu autodidatta. La sua formazione è da lui raccontata nel libro Il nome delle parole (premio Selezione Campiello 1984). Grazie alle prime poesie entra in contatto col mondo letterario fiorentino dell'epoca, quello delle Giubbe Rosse. È con Alessandro Bonsanti tra i fondatori di Letteratura. Malaparte lo inviterà a lavorare a Roma, dove prenderà parte alla resistenza e, arrestato, finirà a via Tasso. Da quella esperienza nascerà il suo libro di narrativa più noto, Il mondo è una prigione. Vince il Premio Strega nel 1974 col romanzo La morte del fiume.

## Biografia
Guglielmo Petroni ha una formazione culturale fuori dai canoni: semianalfabeta fino all'adolescenza, comincia a lavorare nella bottega paterna di scarpe all'età di 10-11 anni.
Fra i suoi amici della giovinezza saranno Giuseppe Ardinghi e Mari Di Vecchio, Arrigo Benedetti, Romeo Giovannini. Scopre quasi per caso la pittura, alla quale si dedicherà per anni incoraggiato da Rosai, Carrà e Carena. Ad una delle sue primissime poesie viene assegnato, nel 1934, il premio La Cabala, il primo di poesia istituito in Italia, giudici tra gli altri, Bontempelli, Ungaretti, Marinetti, Betti e Aleramo. È questo che favorirà il suo inserimento nel mondo letterario, soprattutto nella Firenze delle Giubbe Rosse con Montale, Gadda, Palazzeschi, Vittorini, Bonsanti, Landolfi, Luzi e tanti altri. Fu così tra i fondatori di Letteratura diretta da Bonsanti, oltre che collaboratore con scritti e disegni de Il Selvaggio di Mino Maccari, e de  L'Italiano  di Leo Longanesi.
La sua prima raccolta di poesie Versi e memoria, del 1935, che raccoglieva poesie scritte dal 1929, fu salutata da Walter Binni come una delle voci più nuove di quegli anni. Nel 1938 pubblica un volume di racconti Personaggi d'elezione  e, nello stesso anno, invitato da Malaparte, si trasferisce a Roma per dirigere la redazione di Prospettive. Durante la guerra, con Mario Alicata, Giuliano Briganti, Carlo Muscetta, Antonello Trombadori, fa parte del comitato di redazione de La Ruota diretta da M. A. Meschini, rivista che riuscì a diventare uno dei punti di riferimento della cultura antifascista, prima di essere chiusa. Sempre a Roma prende parte attiva alla resistenza. Nella primavera del 1944 è arrestato e consegnato alle SS, chiuso nel carcere di via Tasso, torturato e condannato a morte, viene trasferito al terzo braccio di Regina Coeli. Verrà salvato in extremis dall'arrivo degli alleati.
Il suo primo libro, pubblicato subito dopo la liberazione e nato da quella esperienza, fu Il mondo è una prigione, che per Natalino Sapegno, come ha scritto nella sua Storia della letteratura italiana, resta una delle prove più alte della letteratura di quel periodo. Tra i molti libri di questo genere nati dall'esperienza della guerra - ha scritto Geno Pampaloni nella Storia della Letteratura italiana Garzanti - a nessuno come a questo è riuscito di restituire con altrettanto sobria intensità il senso che accomuna l'abiezione della tirannia ad una tragedia umana. Il libro nel 1965 ebbe il Premio Nazionale Prato per il ventennale della Resistenza come il miglior libro sulla Resistenza nato dalla Resistenza. Andrea Camilleri ha scritto sul Corriere che nella mia vita ci sono due libri che mi hanno formato, non come scrittore, ma come persona: il primo, in ordine di tempo, era stato, ancora negli anni del fascismo, "La condizione umana" di Malraux; il secondo indubbiamente fu "Il mondo è una prigione".
Nel dopoguerra Petroni è redattore de La Fiera Letteraria diretta allora da Cardarelli. Si occupa anche di critica letteraria e critica d'arte. Negli anni cinquanta lavora alla rinascita del terzo programma radio della RAI, contribuendo a dargli la sua impronta culturale e tecnica. Per alcuni anni lavora poi a fianco di Ignazio Silone come segretario della Associazione per la Libertà della Cultura. Negli anni sessanta torna alla RAI come giornalista, al giornale radio, dove diviene caporedattore spettacolo e cultura, fino al momento di andare in pensione.
Si è però soprattutto dedicato alla poesia, alla narrativa, alla saggistica, pubblicando vari libri, soprattutto romanzi. A proposito dei suoi versi, nella prefazione alla raccolta Poesie, Giovanni Raboni ha parlato di straordinaria coerenza di una vicenda singolare e appartata, ma tutt'altro che marginale rispetto alle linee ufficiali di sviluppo della poesia italiana del '900 [...] di una pronuncia poetica alonata di concretezza, addirittura virtuosistica nel far vibrare all'unisono gli strumenti della tradizione letteraria e quelli, non meno antichi e preziosi, di un parlato quotidiano ricco di misteriosa trasparenza e saggezza.
Ha avuto molti premi, ma teneva in particolare alla laurea Honoris Causa a riconoscimento della sua attività, ricevuta nel 1985 dall'Antica Università di Sassari.
Si sposò nel 1945 ed ebbe due figli: Paolo e Luca. Il suo archivio è conservato presso il Centro per gli studi sulla tradizione manoscritta di autori moderni e contemporanei dell’Università di Pavia.

## Incarichi
- È stato per molti anni, sino al 1990, presidente del Sindacato Nazionale Scrittori, battendosi in particolare per la riforma della legge sul diritto d'autore.
- È stato commissario della sezione letteraria OLAF della SIAE.
- Ha fatto parte della Presidenza Onoraria dell'ANPI, l'Associazione Nazionale Partigiani d'Italia.
- Membro in molte giurie di premi letterari, a cominciare dal Premio Viareggio, è tra i fondatori dello Strega.

## Opere

### Poesia
- Versi e Memoria, Guanda 1935
- Poesie, Neri Pozza 1959 (Premio della Critica 1960)
- Fermo, sereno, Neri Pozza 1969
- Poesie, Guanda 1978
- Terra segreta, Amadeus 1987.

### Narrativa
- Personaggi d'elezione, Parenti 1938
- Le lettere da Santa Margherita Astrolabio 1946
- Il mondo è una prigione, Mondadori 1949, edizione ampliata con una Nota, idem 1960 – Poi Giunti 1998, UE Feltrinelli, 2006 e Abbot, 2020
- La casa si muove, Mondadori 1950
- Tre racconti d'amore, Fabbri 1953
- Noi dobbiamo parlare, Mondadori 1955
- Il colore della terra, Mondadori 1964
- Le macchie di Donato, Bietti 1968
- La morte del fiume, Mondadori 1974, Giunti 1999, Fazzi 2011;
- Passano le Stagioni, Laghi di Plitvice, Lugano 1978, cento copie numerate in macchina
- Il nome delle parole, Rizzoli 1984 (autobiografico). Poi Sellerio 2011, per i cento anni dalla nascita, con un ricordo di Andrea Camilleri e nota critica S.S.Nigro.

### Saggistica
- Rivolta e comunione, AILC Roma Parigi 1952
- Scritti lucchesi, con prefazione di Daniela Marcheschi, Pacini Fazzi, Lucca, 1987.